# Iouri Morozov (football)
Pour les articles homonymes, voir Iouri Morozov.
Iouri Andreïévitch Morozov (en russe : Юрий Андреевич Морозов) est un footballeur et entraîneur de football soviétique et russe né le 13 mai 1934 à Siniavino et mort le 15 février 2005 à Saint-Pétersbourg.

## Biographie

### Carrière de joueur
Formé dans la ville de Léningrad, Iouri Morozov commence la pratique du football au sein d'écoles de sport locales avant d'intégrer en 1954 l'équipe première du Zénith Léningrad avec qui il dispute son premier match en première division le 14 juillet de la même année contre le Dynamo Moscou à l'âge de 20 ans. Il s'agît pour un temps de son unique rencontre professionnelle, Morozov quittant par la suite le club pour évoluer au niveau amateur avec le club du FSM entre 1955 et 1956. Faisant finalement son retour au Zénith en 1957, il y dispute cette fois 16 rencontres en un an et demi pour un but marqué avant de s'en aller au mois de mai 1958.
Recruté dans la foulée par l'Admiralteïets Léningrad (ru), Morozov termine donc la saison 1958 sous ces couleurs, jouant 13 rencontres en championnat tandis que le club est relégué en fin de saison. Il prend ensuite part à la promotion de l'équipe de la deuxième division l'année suivant avant de rester deux saisons supplémentaires dans l'élite jusqu'à la dissolution du club en fin d'année 1961. Il termine par la suite sa carrière au Dinamo Léningrad où il passe deux années et demie avant de raccrocher les crampons à la mi-saison 1964, à l'âge de 30 ans.

### Carrière d'entraîneur
Entamant des études d'entraîneur après sa carrière de joueur durant la fin des années 1960 et le début des années 1970, Morozov devient notamment enseignant en éducation physique à l'université Lesgaft de Léningrad et se fait alors connaître pour son approche scientifique du football,. En 1974, il intègre l'encadrement technique de la sélection soviétique sous les ordres de Konstantin Beskov puis de Valeri Lobanovski jusqu'en 1976. Il entre ensuite dans le staff du Spartak Moscou sous Beskov pour l'année 1977.
Il connaît son premier poste d'entraîneur principal en étant nommé à la tête du Zénith Léningrad au mois d'octobre 1977. Restant par la suite au club jusqu'en 1982, il amène dans un premier temps l'équipe à deux places de dixième en 1978 et 1979. La saison 1980 est plus positive pour le club qui termine troisième place du classement pour la première fois de son histoire, derrière le Dynamo Kiev et le Spartak Moscou. Cette performance lui permet ainsi de se qualifier pour la première fois en Coupe UEFA l'année suivante, où il est cependant éliminé dès le premier tour par le Dynamo Dresde. Dans le même temps, la prestation de l'année précédente reste sans suite, le Zénith retombant à la quinzième place du classement en 1981. Morozov quitte ses fonctions l'année suivante après une septième position. Il entraîne ensuite le Dynamo Kiev pour la saison 1983, finissant alors septième du championnat et occupe également en parallèle un poste dans le staff de la sélection soviétique de Valeri Lobanovski.
Nommé à la tête du CSKA Moscou en 1984, Morozov procède alors à un renouvellement massif de l'effectif, renvoyant pas de moins de treize joueurs afin d'y inclure des jeunes joueurs tels que Dmitri Kuznetsov et Sergueï Fokine notamment. Cette décision a cependant des conséquences désastreuses en championnat, où l'équipe est surclassée par ses adversaires et termine largement dernière à sept points du maintien, débouchant sur la première relégation de l'histoire du club. Il conserve malgré tout la confiance des dirigeants et termine deuxième de la deuxième division lors de la saison 1985 avant d'être vaincu lors des barrages de promotion par le Neftchi Bakou et le Tchernomorets Odessa. Il finit par l'emporter l'année suivante devant le Guria Lanchkhuti et à ramener le CSKA dans l'élite. Ce retour est cependant de courte durée, le club terminant avant-dernier derrière le Zénith Léningrad et étant une nouvelle fois relégué à l'issue de l'exercice 1987 tandis que Morozov est finalement limogé en fin d'année.
En parallèle de son travail au CSKA, il intègre une nouvelle fois l'encadrement technique de la sélection soviétique à partir de mai 1986 et continue d'occuper ce poste sous les ordres de Valeri Lobanovski jusqu'en juin 1990. Durant cette période, il dirige notamment quatre rencontres de l'équipe première entre mars et août 1988. Il occupe par la suite brièvement le poste de sélectionneur de l'Irak entre juillet et octobre 1990. Morozov fait ensuite son retour à la tête du Zénith Léningrad dans le cadre de la saison 1991, amenant l'équipe à la dix-huitième place de la deuxième division avant de s'en aller au début de l'année 1992 en raison d'un conflit avec ses dirigeants,. Il rallie dans la foulée les Émirats arabes unis et le Sharjah FC où il passe le reste de l'année. Il poursuit ensuite ses activités au Moyen-Orient en retrouvant une nouvelle fois Valeri Lobanovski au sein de la sélection koweïtienne en 1994, où il dirige notamment l'équipe olympique.
Retournant en Russie en 1995, Morozov devient alors directeur sportif du Zénith Saint-Pétersbourg jusqu'en 1997 avant de devenir brièvement adjoint d'Anatoli Davydov entre décembre 1999 et avril 2000. Après le départ de ce dernier, il prend la tête de l'équipe et l'amène à la septième place du championnat 2000 ainsi qu'à la  finale de la Coupe Intertoto au cours de l'été, étant cependant vaincu par le Celta Vigo. L'année suivante est meilleure pour le club qui, s'appuyant sur des jeunes joueurs du centre de formation comme Aleksandr Kerjakov, Andreï Archavine ou encore Viatcheslav Malafeïev, s'impose cette fois comme une des principales équipes du championnat en accrochant la troisième place à égalité avec le Lokomotiv Moscou et à quatre points du champion le Spartak Moscou. L'année 2002 voit le Zénith atteindre la finale de la coupe nationale, mais est défait par le CSKA Moscou. En championnat, le club connaît également un début de saison prometteur le voyant se placer quatrième après dix journées. L'état de santé de Morozov se dégrade cependant rapidement durant cette période, amenant à sa démission au début du mois de juillet. Ce départ soudain et inattendu affecte par la suite les performances de l'équipe, qui est éliminée d'entrée en Coupe UEFA avant de s'effondrer en championnat en terminant finalement l'année 2002 en dixième position.
Malgré sa santé fragile, il occupe un dernier poste d'entraîneur à la tête du Petrotest Saint-Pétersbourg (ru) durant la saison 2003 en troisième division, terminant troisième du groupe Ouest. Il décède moins de deux ans plus tard le 15 février 2005 des suites d'un cancer.

## Palmarès d'entraîneur
| CSKA Moscou - Championnat d'Union soviétique D2 (1) : - Champion : 1986. |  | Zénith Saint-Pétersbourg - Coupe de Russie : - Finaliste : 2001-02. |

## Statistiques

### Statistiques de joueur
| Saison                | Club                         | Championnat           | Championnat | Championnat | Coupe(s) nationale(s) | Coupe(s) nationale(s) | Total | Total |
| Saison                | Club                         | Division              | M.          | B.          | M.                    | B.                    | M.    | B.    |
| 1954                  | Zénith Léningrad             | D1                    | 1           | 0           | -                     | -                     | 1     | 0     |
| 1957                  | Zénith Léningrad             | D1                    | 13          | 1           | 2                     | 0                     | 15    | 1     |
| 1958                  | Zénith Léningrad             | D1                    | 1           | 0           | -                     | -                     | 1     | 0     |
| Sous-total            | Sous-total                   | Sous-total            | 15          | 1           | 2                     | 0                     | 17    | 1     |
| 1958                  | Admiralteïets Léningrad (ru) | D1                    | 13          | 0           | 2                     | 1                     | 15    | 1     |
| 1959                  | Admiralteïets Léningrad (ru) | D2                    | 25          | 3           | 3                     | 0                     | 28    | 3     |
| 1960                  | Admiralteïets Léningrad (ru) | D1                    | 28          | 3           | -                     | -                     | 28    | 3     |
| 1961                  | Admiralteïets Léningrad (ru) | D1                    | 29          | 2           | 3                     | 0                     | 32    | 2     |
| Sous-total            | Sous-total                   | Sous-total            | 95          | 8           | 5                     | 1                     | 100   | 9     |
| 1962                  | Dinamo Léningrad             | D1                    | 30          | 1           | 1                     | 0                     | 31    | 1     |
| 1963                  | Dinamo Léningrad             | D1                    | 38          | 2           | -                     | -                     | 38    | 2     |
| 1964                  | Dinamo Léningrad             | D1                    | 8           | 0           | -                     | -                     | 8     | 0     |
| Sous-total            | Sous-total                   | Sous-total            | 76          | 3           | 1                     | 0                     | 77    | 3     |
| Total sur la carrière | Total sur la carrière        | Total sur la carrière | 186         | 12          | 8                     | 1                     | 194   | 13    |

### Statistiques d'entraîneur
| Zénith Léningrad                 | 12 octobre 1977  | 1982             | 199 | 67  | 58  | 74  | 33,7 |
| Dynamo Kiev                      | 1983             | 1983             | 39  | 15  | 11  | 13  | 38,5 |
| CSKA Moscou                      | 1984             | 8 novembre 1987  | 180 | 71  | 49  | 60  | 39,4 |
| Union soviétique                 | 24 mars 1988     | 18 août 1988     | 4   | 1   | 2   | 1   | 25,0 |
| Zénith Saint-Pétersbourg         | 1er janvier 1991 | 14 mars 1992     | 43  | 11  | 14  | 18  | 25,6 |
| Zénith Saint-Pétersbourg         | 25 avril 2000    | 9 juillet 2002   | 81  | 43  | 20  | 18  | 53,1 |
| Petrotest Saint-Pétersbourg (ru) | 27 février 2003  | 23 décembre 2003 | 37  | 17  | 10  | 10  | 46,0 |
| Total                            | Total            | Total            | 583 | 225 | 164 | 194 | 38,6 |